# Jon Fogarty

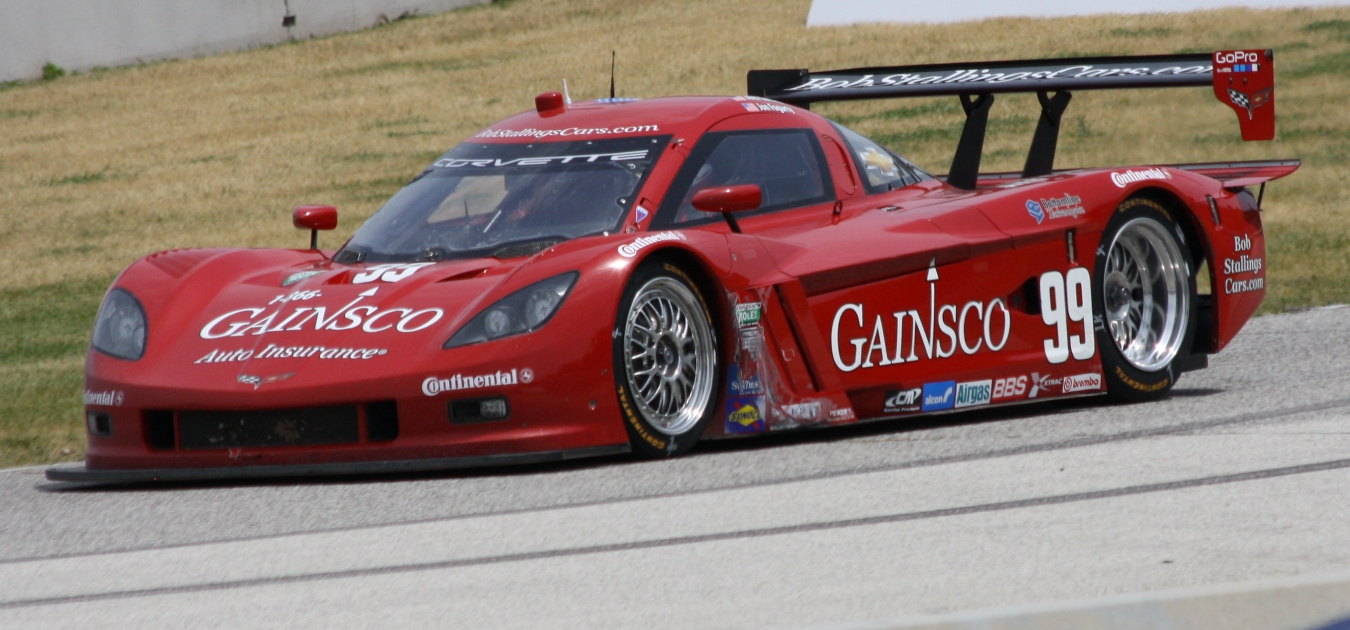
Der Chevrolet Corvette DP von Alex Gurney und Jon Fogarty beim 2-Stunden-Rennen von Road America 2012

Jonathan „Jon“ Fogarty (* 23. Mai 1975 in Palo Alto) ist ein ehemaliger US-amerikanischer Autorennfahrer.

## Karriere als Rennfahrer
Jon Fogarty begann seine Karriere 1998 in der Barber Dodge Pro Series, einer US-amerikanischen Monoposto-Nachwuchsserie. 2000 beendete er die Saison in dieser Serie hinter Nilton Rossoni als Gesamtzweiter. Nach einem Jahr in der Indy Lights wurde er 2002 vor Michael Valiante und Alex Gurney Gesamtsieger der Atlantic Championship. Nach einem weiteren Gesamtsieg in der Serie 2004 (diesmal vor Ryan Dalziel und Danica Patrick) wechselte er mit Saisonbeginn 2005 in den GT- und Sportwagensport.
Er wurde zum regelmäßigen Starter in der American Le Mans- und der Grand-Am Sports Car Series sowie deren Nachfolgeserie, der IMSA WeatherTech SportsCar Championship. Bis zum Ablauf der Rennsaison 2015 konnte er bei 132 Starts 16 Gesamtsiege feiern. Seinen ersten Sieg erzielte er beim 400-km-Rennen von Mexiko-Stadt 2007, mit seinem Partner Alex Gurney im Riley MkXI von Gainsco Bob Stallings Racing. Sein bisher letzter Erfolg war der Gesamtsieg beim 2:45-Stunden-Rennen von Austin 2013.
2007 und 2009 gewann er die Gesamtwertung der Grand-Am Sports Car Series. Sein bisher einziges 24-Stunden-Rennen von Le Mans beendete er 2015 als 15. der Gesamtwertung.

## Statistik

### Le-Mans-Ergebnisse
| Jahr | Team                      | Fahrzeug     | Teamkollege           | Teamkollege | Platzierung | Ausfallgrund |
| ---- | ------------------------- | ------------ | --------------------- | ----------- | ----------- | ------------ |
| 2015 | Extreme Speed Motorsports | Ligier JS P2 | Johannes van Overbeek | Ed Brown    | Rang 15     |              |

### Sebring-Ergebnisse
| Jahr | Team                      | Fahrzeug              | Teamkollege     | Teamkollege           | Platzierung | Ausfallgrund |
| ---- | ------------------------- | --------------------- | --------------- | --------------------- | ----------- | ------------ |
| 2004 | Flying Lizard Motorsports | Porsche 911 GT3-RSR   | Darren Law      | Johannes van Overbeek | Rang 12     |              |
| 2005 | Flying Lizard Motorsports | Porsche 996 GT3-RSR   | Darren Law      |                       | Rang 12     |              |
| 2006 | Flying Lizard Motorsports | Porsche 996 GT3-RSR   | Marc Lieb       | Johannes van Overbeek | Rang 9      |              |
| 2012 | Black Swan Racing         | Lola B11/80           | Tim Pappas      | Bret Curtis           | Rang 28     |              |
| 2013 | JDX Racing                | Porsche 997 GT3 Cup   | Jan Heylen      | Mike Hedlund          | Rang 27     |              |
| 2014 | Action Express Racing     | Chevrolet Corvette DP | Brian Frisselle | Burt Frisselle        | Rang 8      |              |
| 2015 | Tequila Patron ESM        | HPD ARX-03b           | Ed Brown        | Johannes van Overbeek | Ausfall     | Defekt       |

### Einzelergebnisse in der FIA-Langstrecken-Weltmeisterschaft
| Saison | Team                      | Rennwagen    | 1   | 2   | 3   | 4   | 5   | 6   | 7   | 8   |
| ------ | ------------------------- | ------------ | --- | --- | --- | --- | --- | --- | --- | --- |
| 2012   | Black Swan Racing         | Lola B11/80  | SEB | SPA | LEM | SIL | SAO | BAH | FUJ | SHA |
| 2012   | Black Swan Racing         | Lola B11/80  | 28  |     |     |     |     |     |     |     |
| 2015   | Extreme Speed Motorsports | Ligier JS P2 | SIL | SPA | LEM | NÜR | AUS | FUJ | SHA | BAH |
| 2015   | Extreme Speed Motorsports | Ligier JS P2 | 23  | 23  | 15  | 14  | DNF | 25  | 20  | 20  |